# Justin Tomlinson
Justin Paul Tomlinson, né le 5 novembre 1976 à Blackburn, est un homme politique britannique, membre du Parti conservateur et ancien directeur du marketing. 
Il est député pour North Swindon de 2010 à 2024. Ancien conseiller conservateur du conseil de l'arrondissement de Swindon, il est sous-secrétaire d'État parlementaire aux personnes handicapées et secrétaire privé parlementaire d'Ed Vaizey. 
Le 9 juillet 2018, il est nommé ministre adjoint du Département du travail et des pensions en tant que sous-secrétaire parlementaire pour le soutien aux familles, le logement et l'entretien des enfants. 

## Jeunesse et carrière
Il est né à Blackburn le 5 novembre 1976. Il étudie à Harry Cheshire High School, un établissement d'enseignement général à Kidderminster, Worcestershire et Oxford Brookes University, où il est président de sa branche étudiante conservatrice de 1995 à 1999. Il est président national de Conservative Future, l'aile jeunesse du Parti conservateur, entre 2002 et 2003. 
Il est directeur d'une boîte de nuit appelée Eros à Swindon, Wiltshire. Il exploitait également une petite entreprise de marketing. 
Il se présente comme le candidat du Parti conservateur pour le quartier Abbey Meads du conseil de l'arrondissement de Swindon et est élu en 2000, et réélu dans le même quartier en 2002 et 2006. 

## Carrière parlementaire
Il se présente en vain à North Swindon aux élections générales de 2005, s'inclinant face au député sortant, le travailliste Michael Wills par 2 571 voix. Cependant, il remporte le siège sur le parti travailliste aux Élections générales britanniques de 2010, battant le nouveau candidat travailliste Victor Agarwall par 7 060 voix. Au total, Tomlinson recueille 22 408 voix (44,6% des voix), avec une variation de 10,1% des travaillistes vers les conservateurs. 
Il dénonce le député travailliste Sadiq Khan à la police en 2014 après que Khan ait été photographié en train de conduire alors qu'il utilisait un téléphone portable. Tomlinson déclare que « ceux qui font les lois ne devraient certainement pas être au-dessus d'eux ». Khan n'a pas été poursuivi et est élu maire de Londres en 2016. 
Il est nommé sous-secrétaire d'État parlementaire aux personnes handicapées à la suite de la victoire du Parti conservateur aux élections générales de 2015, servant jusqu'à ce que la nouvelle Première ministre, Theresa May, remanie le gouvernement en 2016. Auparavant, il est secrétaire privé parlementaire d'Ed Vaizey. Le 9 juillet 2018, il est nommé ministre adjoint du Département du travail et des pensions en tant que sous-secrétaire parlementaire pour le soutien aux familles, le logement et l'entretien des enfants.
Il est vice-président du Parti conservateur du 16 septembre 2021 au 9 juillet 2022, puis ministre d'Etat à la sécurité énergétique du le 12 avril au 5 juillet 2024. 
Tomlinson vote pour que le Royaume-Uni quitte l'Union européenne lors du référendum de 2016. 

## Vie privée
Tomlinson annonce ses fiancailles avec Jo Wheeler en août 2011. Le couple se marie à la Chambre des communes le 2 juin 2012. En juillet 2016, Tomlinson confirme qu'il a divorcé de sa femme et a eu une relation avec sa chef de bureau, Katie Bennett, qui a 14 ans de moins que lui. 